# Withius texanus
Espèce
Synonymes
- Chelifer texanus Banks, 1891

Withius texanus est une espèce de pseudoscorpions de la famille des Withiidae.

## Distribution
Cette espèce est endémique du Texas aux États-Unis.

## Description
L'holotype mesure 2,5 mm.

## Étymologie
Son nom d'espèce lui a été donné en référence au lieu de sa découverte, le Texas.

## Publication originale
- Banks, 1891 : Notes on North American Chernetidae. Canadian Entomologist, vol. 23, p. 161-166 (texte intégral).